# یوئن سیو-تی‌ین
یوئن سیو-تی‌ین (انگلیسی: Yuen Siu-tien؛ ‏ ۲۷ نوامبر ۱۹۱۲ – ۸ ژانویهٔ ۱۹۷۹) رزمی‌‌کار حرفه‌ای، بازیگر و کارگردان اهل هنگ کنگ بود.
از فیلم‌ها یا برنامه‌های تلویزیونی که وی در آن نقش داشته‌است، می‌توان به مار در سایه عقاب، ببر کوچک کانتون، استادی با پنجه‌های شکسته و استاد مست اشاره کرد.